# Torsten Gütschow
Torsten Gütschow, né le 28 juillet 1962, est un footballeur allemand qui a joué comme attaquant.

## Biographie
Gütschow né en Allemagne de l'Est, et a commencé sa carrière aux SG Dynamo Dresde. 
Il s'est établi comme buteur professionnel, et était le meilleur buteur du Championnat de RDA de football pendant ses trois dernières saisons (1989-91). 
Après réunification, le Dynamo est entré dans la Bundesliga, et Gütschow était un acteur clé, marquant 12 buts en 39 matchs, avant de se déplacer à l'étranger, rejoignant Galatasaray en janvier 1993.
Six mois plus tard il était de retour en Allemagne, et a eu des passages avec FC Carl Zeiss Iéna, Hanovre 96 et Chemnitzer FC, chacun pendant une année.
En 1996 il est revenu à la SG Dynamo Dresde, où il a passé trois ans pendant que le club essayait en vain de retourner au Bundesliga. Il s'est retiré du football en 1999.
Au niveau international, Gütschow a été sélectionné trois fois par l'Allemagne de l'Est, marquant deux fois. Il avait également travaillé en tant qu'informateur payé par la Stasi (ministère de la Sécurité d'État).

## Palmarès
- 1 fois champion de Turquie avec Galatasaray SK en 1993.

## Carrière d'entraineur
- 2003-jan. 2004 :  Obemeuland
- 2006-2013 :  Heeslingen
- 2014-oct. 2014 :  TSG Neustrelitz
- depuis mars 2017 :  FSV Budissa Bautzen